# Groupe d'information sur les prisons
Pour les articles homonymes, voir GIP.
Le Groupe d’information sur les prisons (GIP) est un mouvement d'action et d'information issu du manifeste du 8 février 1971, signé par Jean-Marie Domenach, Michel Foucault et Pierre Vidal-Naquet, ayant pour but de permettre la prise de parole des détenus et la mobilisation des intellectuels et professionnels impliqués dans le système carcéral. Celui-ci eut un effet direct, l'entrée dans les prisons de la presse et de la radio, jusque-là interdites.

## Contexte

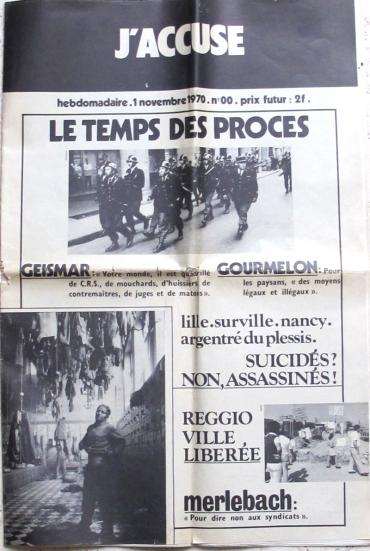
J'accuse no 00 du 1 novembre 1970.

La Gauche prolétarienne, en 1969-1970, remet en cause l'ordre désiré par le gouvernement Pompidou et excède sérieusement le ministre de l'Intérieur, Raymond Marcellin, qui attend le premier faux pas des gauchistes pour sévir. Après un accident sur un chantier de Dunkerque où la chute d'une poutre provoque la mort d'un jeune ouvrier le 26 janvier 1970, des militants maoïstes mettent hors d'usage les grues. Le gouvernement, dès lors, peut réagir.
Ce sera la saisie du journal de la Gauche prolétarienne (GP) La Cause du peuple — à partir de mars 1970 —, la dissolution du mouvement le 27 mai 1970 — jour du procès des directeurs de ce journal : Jean-Pierre Le Dantec qui est condamné à un an de prison et de Michel Le Bris, condamné, lui, à huit mois — et l'adoption de la « loi anticasseurs » du 4 juin 1970 qui vise à réprimer « certaines formes nouvelles de délinquance » et insère l'article 314 au Code pénal.
La distribution du journal provoque alors de nombreuses arrestations. Hormis les « Amis de La Cause du peuple », Simone de Beauvoir et Jean-Paul Sartre en particulier, qui pouvaient le diffuser à la vue de tous ; le journal connaît une répression très importante. Plusieurs numéros furent saisis sans qu'un juge n'ait réellement codifié le délit. Raymond Marcellin ordonnait de saisir les numéros et d'arrêter les diffuseurs.
Les directeurs de La Cause du peuple furent arrêtés et condamnés pour « délits de provocation aux crimes contre la sûreté de l'État et apologie du meurtre, du vol, du pillage et de l'incendie ». Commença alors une lutte contre la répression envers les gauchistes et ainsi fut créé le Secours rouge.
Celui-ci s'est constitué le 11 juin 1970 à la suite de l'appel lancé par Jean-Paul Sartre. Il veut être, le manifeste, le « lien de la solidarité populaire contre l'alliance du patronat, de l'État, de sa police et contre tous leurs complices ». « Son objectif essentiel sera d'assurer la défense politique et juridique des victimes de la répression et de leur apporter un soutien matériel et moral, ainsi qu'à leurs familles, sans aucune exclusive ». Ses actions touchent à la fois à la défense des paysans, des mal-logés, des ouvriers…
Concernant la répression qui s'abat sur les maoïstes de la Gauche Prolétarienne et de La Cause du peuple, une cellule clandestine va se former : l'Organisation des prisonniers politiques, à laquelle Daniel Defert a participé. Il y a eu plus de 200 gauchistes emprisonnés.
Le 1er septembre 1970, l'Organisation des prisonniers politiques rédige un texte pour réclamer le statut politique et annonce une grève de la faim qui se poursuivra jusqu'au 25 septembre :

« Nous réclamons la reconnaissance effective de nos qualités de détenus politiques. Nous ne revendiquons pas pour autant des privilèges par rapport aux autres détenus de droit commun : à nos yeux, ils sont des victimes d'un système social qui, après les avoir produits, se refuse à les rééduquer et se contente de les rejeter. Bien plus, nous voulons que notre combat, dénonçant le scandaleux régime actuel des prisons, serve à tous les prisonniers. »

À l'issue de cette grève de la faim, le statut de prisonniers politiques n'est accordé qu'aux grévistes. « La première grève (…) rencontre un écho assez faible. Si bien que Pleven, ministre de la Justice, croit pouvoir refuser aux nouveaux emprisonnés les droits acquis par les grévistes ».
Le 20 octobre, Alain Geismar, enfin arrêté, passe en correctionnelle. Il est condamné le 24 octobre par la Cour de sûreté de l'État à 18 mois de prison. Dès lors, dans la presse et l'opinion, émerge le sentiment que c'est une idée que l'on juge, non pas un homme. L'information est donc relayée. Une nouvelle grève de la faim est reconduite en janvier 1971 pour que les non-grévistes et nouveaux incarcérés obtiennent également le statut politique. Cette fois-ci, la lutte de ces militants incarcérés suscite de nombreux soutiens. De la part des intellectuels d'abord, à commencer par Sartre, mais également l'ouvrage de Jacques Lantier Le Temps des policiers paru en 1970. Mais la lutte est également ressentie dans les lycées, dans la « rue », où de nombreux commissariats sont attaqués, de multiples manifestations entreprises. Le soutien provient également de quelques-uns de la classe politique comme Robert Badinter ou François Mitterrand qui se déclarent ouvertement choqués par les mesures policières du gouvernement.
L'intelligence du combat des « maos » emprisonnés est d'interpeller l'opinion sur les conditions générales de détention, celles aussi, par conséquent, des droits communs. Les gauchistes, sur le banc des accusés, utilisent leurs procès pour accuser l'injustice de classe de la société bourgeoise. Mais pour les prisonniers du quotidien, tout reste à faire.
C'est dans ce contexte que le Groupe d’information sur les prisons a pu naître. C'est parce que la Cause du peuple donnait la parole aux ouvriers, aux paysans ; parce que des organisations autonomes, locales se constituaient ; parce que l'« ouverture politique » avait permis aux luttes quotidiennes de se faire entendre que Michel Foucault, Jean-Marie Domenach et Pierre Vidal-Naquet ont pu constituer le GIP.

## Groupe d'information sur les prisons
La grève de la faim s'achève le 8 février 1971, date de l'annonce de la création du GIP. La lutte contre « les barreaux du silence » est élargie aux prisonniers de droit commun qui, eux, n'ont pas de régime spécial pour dialoguer avec l'extérieur. Les détenus « ordinaires » sont complètement isolés. Le GIP va tenter d'informer sur ce qui se passe en prison, sans régime spécial.

« Peu d'informations se publient sur les prisons ; c'est l'une des régions cachées de notre système social, l'une des cases noires de notre vie. Nous avons le droit de savoir, nous voulons savoir. C'est pourquoi, avec des magistrats, des avocats, des journalistes, des médecins, des psychologues, nous avons formé un Groupe d'Information sur les Prisons. (…) »

Extrait du Manifeste du GIP annonçant sa création le 8 février 1971, signé par Jean-Marie Domenach, Michel Foucault et Pierre Vidal-Naquet.
Si le manifeste du GIP est signé par trois intellectuels, ce groupe d'information est avant tout un collectif. S'il s'est constitué d'abord autour de quelques figures (les signataires, Hélène Cixous, Gilles Deleuze, Danielle Rancière, Daniel Defert, Jacques Donzelot…), il n'est en aucun cas une association d'intellectuels. Le GIP est groupe « pluriel », polymorphe et hétéroclite. Se côtoient en son sein des intellectuels, des magistrats, des aumôniers, des médecins et, objectif du GIP, des détenus, ex-détenus et familles de détenus. De nombreux militants du GIP sont des personnes « concernées » par le problème des prisons. Le GIP réunit des victimes directes du monde carcéral (les détenus et leurs familles) et des personnes qui travaillent au sein de l'institution-prison et dont les conditions de travail leur deviennent intolérables. Ce type de recrutement spécifique bouscule les normes de l'engagement politique traditionnel : pas d'unité idéologique, pas de directives politiques. Le GIP veut « faire tomber les barrières indispensables au pouvoir, en rassemblant détenus, avocats et magistrats ; ou encore médecins, malades et personnel hospitalier ». Le recrutement du GIP abolit les séparations, les limitations du pouvoir en mélangeant les acteurs sociaux, en brisant « le jeu des hiérarchies sociales ». Les membres du GIP étaient regroupés autour d'une perception commune de l'intolérable. Très vite, au bout de cinq semaines de travail, des centaines de personnes participent au groupe.
Le mouvement fonctionne bien car il se décentralise en province. « Chaque groupe d'enquête doit prendre en charge une prison ». Et si chaque groupe local est sollicité pour envoyer le double du résultat de ses enquêtes, ce n'est que pour mieux diffuser et relayer l'information. Le GIP est une mobilisation horizontale basée sur un échange transversal de l'information et en aucun cas une organisation hiérarchisée fonctionnant de manière verticale. Aucun ordre ne fut jamais donné par le GIP parisien aux comités locaux. « L'unique mot d'ordre du GIP, nous dit Foucault, c'est la parole aux détenus », principal axe autour duquel les échanges se font.
Le GIP est ainsi une lutte contre l'évidence qui consiste à attribuer le discours sur la prison aux seuls professionnels. Le GIP montre qu'une théorie de la prison par les prisonniers eux-mêmes, d'où ils se situent, c'est-à-dire en prison, est possible. Il leur faut simplement le support pour l'exprimer, rôle que le GIP désire remplir.
Le Groupe d'Information sur les Prisons doit servir de relais entre les détenus et l'opinion, il doit transmettre l'information du dedans au dehors. Il doit être un support qui entend et soutient, doit écouter la parole des détenus afin de la répercuter. Le GIP ne désire être qu'un instrument de diffusion et en aucun cas un porte-parole s'exprimant au nom des prisonniers. Les militants du GIP ne veulent pas se mettre à leur place mais leur donner la parole. Le GIP est donc avant tout, comme son nom l'indique, un groupe d'information. Il faut savoir et faire savoir ce qu'est la prison. S'engage une véritable lutte pour et par l'information. Si l'ignorance nous fait accepter les évidences comme telles, l'investigation nous les dévoile comme fallacieuses et contraignantes.
« Intolérable » est un terme récurrent dans la lutte engagée par le GIP. « Intolérable » est le titre choisi pour les quatre publications du GIP : « enquête dans vingt prisons », « le GIP enquête dans une prison modèle : Fleury-Mérogis », « l'assassinat de George Jackson » et « suicides de prison ».
« Sont intolérables : les tribunaux, les flics, les hôpitaux, les asiles, l'école, le service militaire, la presse, la télé, l'État et d'abord les prisons ». « Le but du GIP n'est pas réformiste, nous ne rêvons pas d'une prison idéale : nous souhaitons que les prisonniers puissent dire ce qui est intolérable dans le système de la répression pénale ».
Quelques mois après l'ouverture de ce nouveau front de lutte, éclatent différents mouvements de protestation à l'intérieur des prisons font découvrir aux Français la réalité de l'univers carcéral (mauvaise hygiène et alimentation, sévices et brimades) : le 21 novembre, quatre cents prisonniers de la Maison centrale de Poissy lancent une grève de la faim et arrêtent le travail dans les ateliers ; du 5 au 13 décembre 1971, les mutins de la centrale de Toul s’emparent des bâtiments et les saccagent ; le 15 janvier 1972, une violente mutinerie à la maison d'arrêt Charles-III à Nancy engendre le premier procès de l'univers carcéral français.

## Postérité
En décembre 1972, le Groupe d'information sur les prisons décida son autodissolution.
Le GIP inspira quelques autres groupements du même type :
- Comité d'action des prisonniers (CAP) fondé par Michel Foucault et Serge Livrozet ;
- Groupe information santé (GIS) ;
- Groupe d'Information sur les Asiles devenu Groupe information asiles (GIA) ;
- Groupe d'information et de soutien des immigrés (GISTI).

Quinze ans plus tard, Daniel Defert, qui joua un rôle important au sein du GIP, fonda AIDES, l’une des premières grandes associations de lutte contre le sida.

### Articles de presse
- Sonya Faure, Prisons : échos d’une lutte à perpétuité, Libération, 15 juillet 2013, texte intégral.
- Sonya Faure, Henri Leclerc et la « longue bataille du Groupe d'information sur les prisons », Libération, 16 juillet 2013, texte intégral.
- Tristan Brossat, Les « anars » parlent aux taulards, Le Monde, 21 mai 2014, texte intégral.
- Nebia Bendjebbour, « Radio Libertaire : Jacques Lesage de La Haye, militant anti-enfermement », Teleobs,‎ 2 mai 2017 (lire en ligne).

### Vidéographie
- Hélène Châtelain et René Lefort, Les Prisons aussi…, documentaire produit par le Groupe d'information sur les prisons, 1973, copyright, France, Montreuil-sous-bois, La Parole errante. Résumé : après les révoltes en prison de 1971, le Groupe d'information sur les prisons (GIP) dont Michel Foucault est l'un des fondateurs, décide de briser le silence. À quoi sert la prison ? Des témoignages d'ouvriers et d'anciens détenus mettent au jour les contradictions d'un système fondé sur l'exploitation et la répression.
- Nicolas Drolc, Sur les toits, 95 minutes, Les Mutins de Pangée, 2013, notice éditeur.